# Iso Korpisaari (ö i Norra Savolax, Nordöstra Savolax, lat 63,43, long 28,33)
Iso Korpisaari är en ö i Finland. Den ligger i sjön Keyritty och i kommunen Rautavaara i den ekonomiska regionen  Nordöstra Savolax ekonomiska region  och landskapet Norra Savolax, i den centrala delen av landet, 400 km nordost om huvudstaden Helsingfors. Öns area är 18,4 hektar och dess största längd är 0,8 kilometer i sydöst-nordvästlig riktning.